# Laure Hayman
Laure Hayman (12 de junho de 1851 - 22 de abril de 1940) foi uma escultora francesa, salonnière e demi-mondaine do final do século XIX e início do século XX em Paris.

## Início da vida e família
Filha natural de François Bernard Marie Hayman e Julie Augustine Clairet, Leurence Maria Charlotte Hayman nasceu em Valparaíso, Chile, em 12 de junho de 1851. Ela nasceu na hacienda de la Marioposa, aos pés dos Andes, onde seu pai era engenheiro na época. Ela tinha ascendência belga, francesa, crioula e inglesa, e era descendente do pintor Francis Hayman (1708-0776), professor de Thomas Gainsborough. Seu pai era comerciante, filho de um cônsul inglês em Gante, onde nasceu em 1824. Sua mãe nasceu em Montrouge em 1829. O casal se casou posteriormente em Montrouge em 1858, legitimando sua filha.
Em abril de 1869, Laure Hayman deu à luz um filho em sua casa, na rue Treilhard, 5, em Paris. Ele foi batizado como Joseph Edmond Romaric, mas seu pai não foi citado no registro. No ano seguinte, a criança foi oficialmente reconhecida por Hayman. Uma semana depois, Albert Jean Baptiste Edmond Romaric David (morto em 1914), tenente do 2º Regimento de Voltigeurs da Guarda Imperial e irmão de Marie-Charles David de Mayrena, autoproclamado rei dos Sedang, também reconheceu a criança e deu-lhe seu nome.
Em setembro de 1871, a mãe de Hayman, Julie, morreu em sua casa em Paris, na rue Maleville, 2. Dizia-se que seu marido estava “ausente, sem notícias”. No mês seguinte, Laure Hayman e seu companheiro, que moravam no mesmo endereço, tiveram um segundo filho fora do casamento, chamado Jean Baptiste Albert Henri. A criança morreu aos 13 meses de idade, na casa de um serrador em Nogent-l'Artaud, onde vivia.
Joseph Edmond David morreu aos 31 anos de idade, em 1900, em Paris. Ele foi enterrado dois dias depois no cemitério Père-Lachaise (divisão 81).

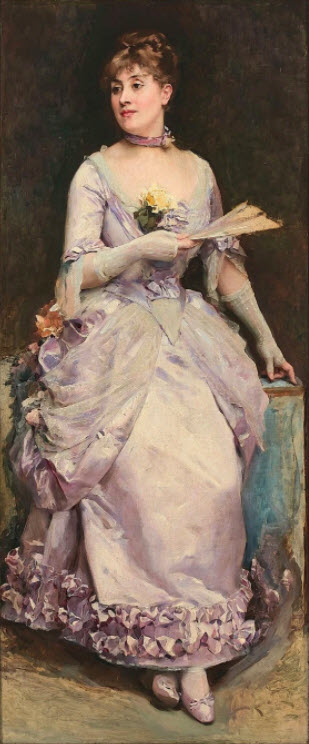
Retrato de Laure Hayman (c. 1880), de Raimundo de Madrazo y Garreta, Fundação María Cristina Masaveu (Madri).

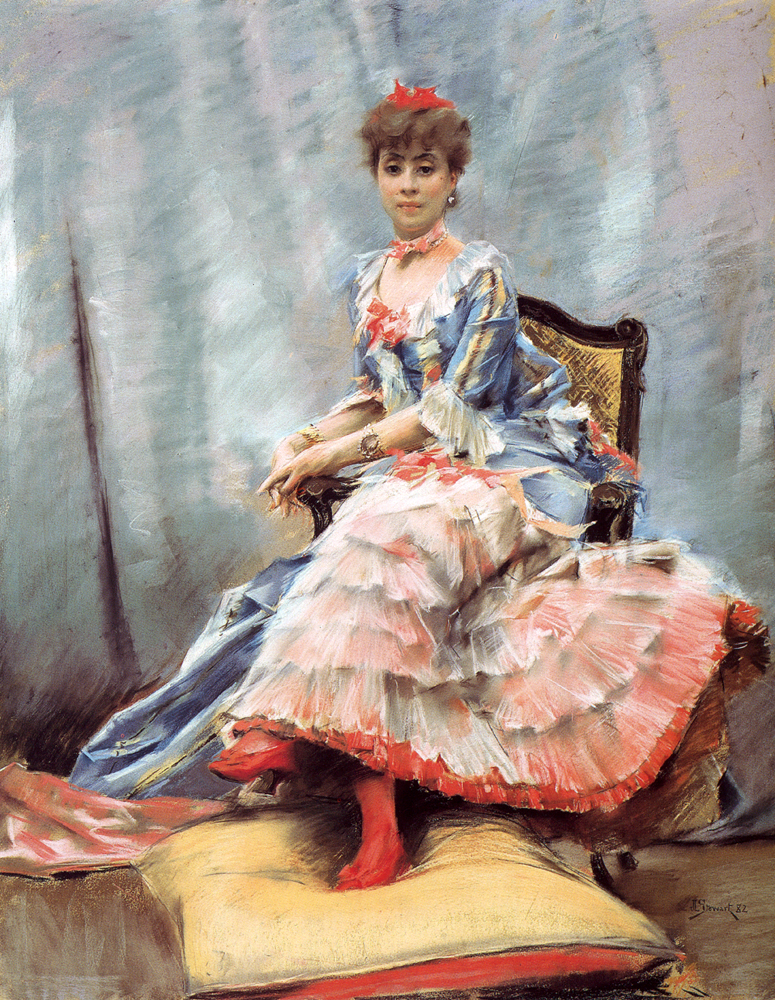
Retrato de Laure Hayman (1882), atribuído a Julius Leblanc Stewart, local desconhecido

Laure Hayman teve que ganhar a vida quando seu pai morreu e foi incentivada a se tornar uma cortesã, uma decisão apoiada por sua mãe.
Os amantes de Hayman teriam sido o duque de Orléans, Charles de La Rochefoucauld, o duque de Estrées, o rei George I da Grécia; Charles-Egon IV de Fürstenberg; Louis Weil (tio-avô materno de Marcel Proust ) e Adrien Proust, pai de Marcel. O único que ela realmente amou foi o príncipe Alexis Karageorgevich, pretendente ao trono da Sérvia. Eugénie Buffet afirmou que Hayman passava “boa parte de seu tempo e lazer se irritando e fazendo as pazes com seu mais fervoroso adorador”. Nessa época, Hayman vivia da generosidade do financista Raphaël Bischoffsheim. Seus conhecidos lhe deram o apelido de “deniaiseuse des ducs”.
Ela também teve um relacionamento com Mimi Pegère (uma mulher haitiana apelidada de la Comtesse Noire), com quem viveu.
Em 1873, Laure Hayman foi inscrita em um registro mantido pela Prefeitura de Polícia de Paris, listando as "dames galantes" da capital. Sob o nome de Laure Eymann, ela é descrita pelos detetives do esquadrão de vícios como:
- Ela mora na rue du Faubourg-Saint-Honoré, 85, no 5º andar.
- Ela é uma mulher muito bonita, alta, magra e muito elegante.
- Ela tem um menino de 5 anos.
- Seu principal protetor é o deputado Monsieur de Pansey.
- Ela estava nas últimas corridas em Le Hâvre com ele, [a atriz] Blanche Bertin e o duque Hamilton.

Dizem que ela não está isenta de infidelidades com o Sr. de Pansey e que, no momento, está até tentando manter relações íntimas com o Duque Hamilton, a fim de obter dele uma grande soma de dinheiro de que precisa"

## Apoiando artistas em seu salão
Hayman mantinha um salão  em sua pequena casa em Paris, na rue La Pérouse, 4, considerada uma das mais brilhantes da época, frequentado pelos escritores Marcel Proust, Paul Bourget e pelo pintor Jacques-Émile Blanche, entre outros. Mais tarde, ela se mudou para 34, avenue du Président-Wilson.
Hayman conheceu Marcel Proust em 1888, quando ele tinha 17 anos. Proust continuou a ser um amigo íntimo e um visitante regular de seu salão Ela o chamava de “son petit Saxe psychologique” No romance À la recherche du temps perdu, a personagem Odette de Crécy teria sido inspirada em Hayman. Afirma-se que ela também inspirou Proust a escrever Mademoiselle Sacripant. Em 1928, a correspondência entre Proust, Laure Hayman e Louisa de Mornand foi leiloada no Hôtel Drouot. A última carta de Proust a Laure Hayman, “considerada um documento único fornecido pela escritora sobre [...] Odette de Crécy”, foi vendida por 4.000 francos. Nessa carta, Proust negou firmemente ter se inspirado em Hayman para criar a personagem. Para coincidir com a venda, foi publicada a coleção Lettres et vers à Mesdames Laure Hayman et Louisa de Mornand.
O escritor Paul Bourget a usou como modelo em um conto, sob o nome de Gladys Harvey. Acredita-se que ela tenha sido sua amante na época. Em outubro de 1888, Laure Hayman deu uma cópia a Marcel Proust, encadernada com a seda de uma de suas anáguas e com uma advertência: “Nunca encontre uma Gladys Harvey".
Ela tentou oferecer obras de Gustave Jacquet e Julius LeBlanc Stewart ao Museu do Louvre. Ela também era uma colecionadora de porcelana de Meissen.

## Carreira como escultora

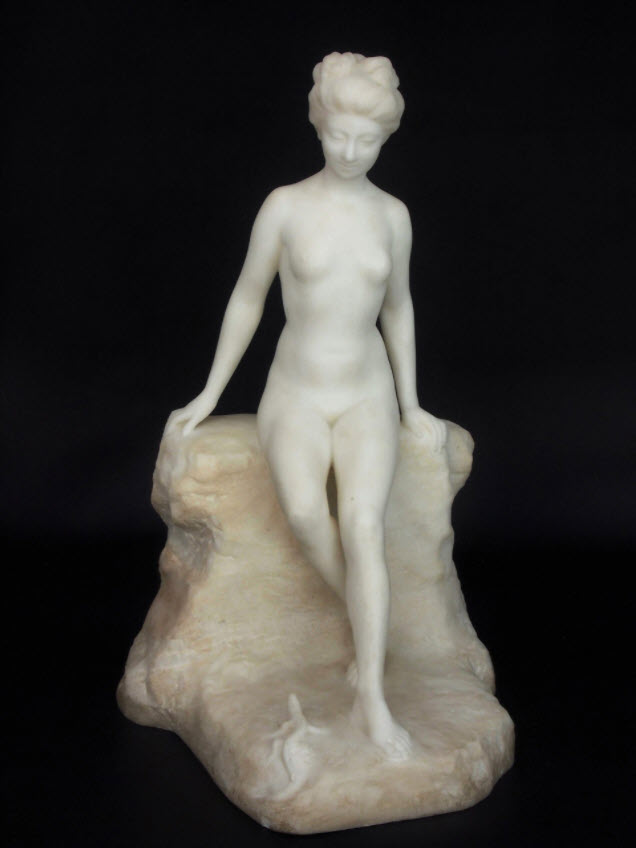
Laure Hayman - Escultura em mármore de Carrara 1910, local desconhecido

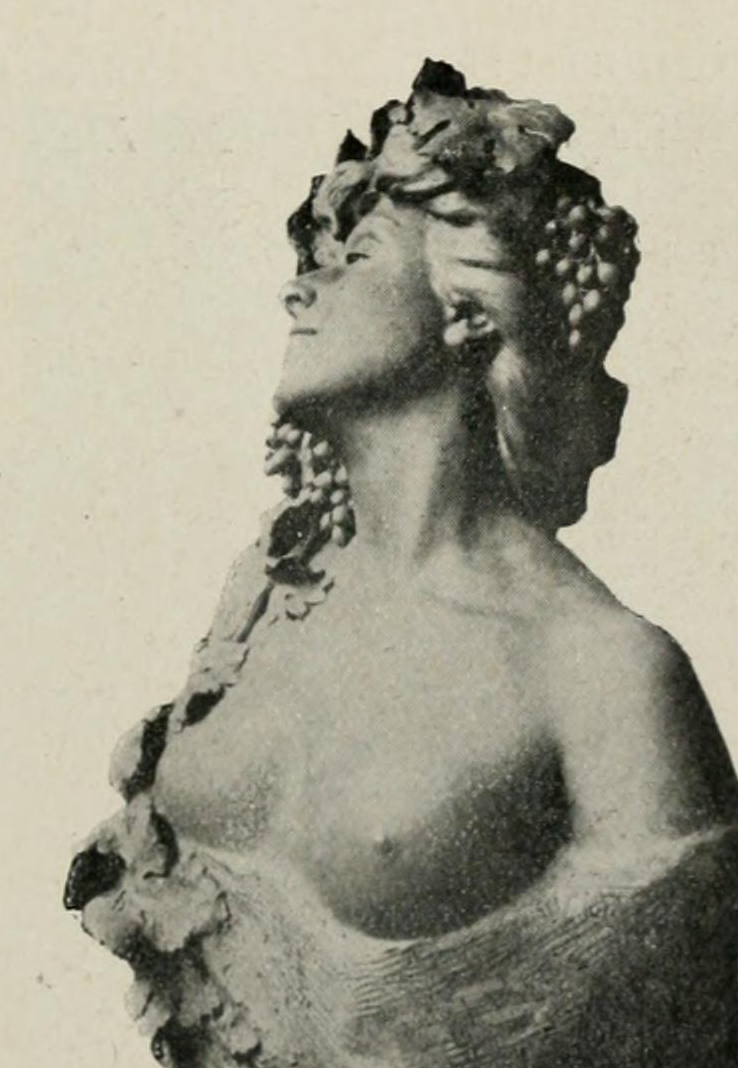
Seios e sorrisos de louros por Laure Hayman

Laure Hayman começou a trabalhar como escultora, inicialmente com interesse em criar bustos de cabeça e ombros.
Mais tarde, ela explorou assuntos com temas orientalistas. Expôs em Paris no Salon d'Automne em 1905, o que lhe trouxe alguma notoriedade. Expôs seu trabalho na galeria dirigida por Georges Petit em Paris, de 3 a 15 de novembro de 1913.
Muitos artistas da época, incluindo Isadora Duncan e Gertrude Norman, posaram para suas esculturas. Ela também modelou figuras de cera para a Manufacture nationale de Sèvres e trabalhou em colaboração com o ceramista Émile Decœur.

## Vida posterior
Em 1936, em um leilão no Hôtel Drouot, Laure Hayman vendeu parte de sua propriedade, que incluía algumas de suas esculturas, bem como móveis e objetos de arte. Em 1938, ela doou um conjunto de “vestidos, saias, corpetes e espartilhos da década de 1890” para o Musée Carnavalet. Na década de 1890, ela foi objeto de um arquivo no Fichier central de la Sûreté nationale, conhecido como fonds de Moscou.
Laure Hayman morreu em 22 de abril de 1940, aos 88 anos de idade, em sua casa em Paris, na rue Balzac, 11. Ela foi enterrada três dias depois no cemitério du Père-Lachaise (divisão 81), ao lado de seu filho mais velho.

## Exposições
- Exposition Laure Hayman, exposição de esculturas, galerias Georges-Petit, Paris, 1913.
- Souvenirs de Laure Hayman, hotel littéraire Le Swann, Paris, 2020.[25]
- Marcel Proust, un roman parisien, museu Carnavalet, Paris, 2022.